# 342864 Teresamateo
342864 Teresamateo este o planetă minoră (asteroid) din centura de asteroizi. A fost descoperită pe 31 decembrie 2008 la  de . 
Obiectul prezintă o orbită caracterizată de o semiaxă mare de 3,069453888813 UAi, o excentricitate de 0,10659574778642, o înclinație de 7,0256382926996 ° în raport cu ecliptica.